# پراگر (دهانه)

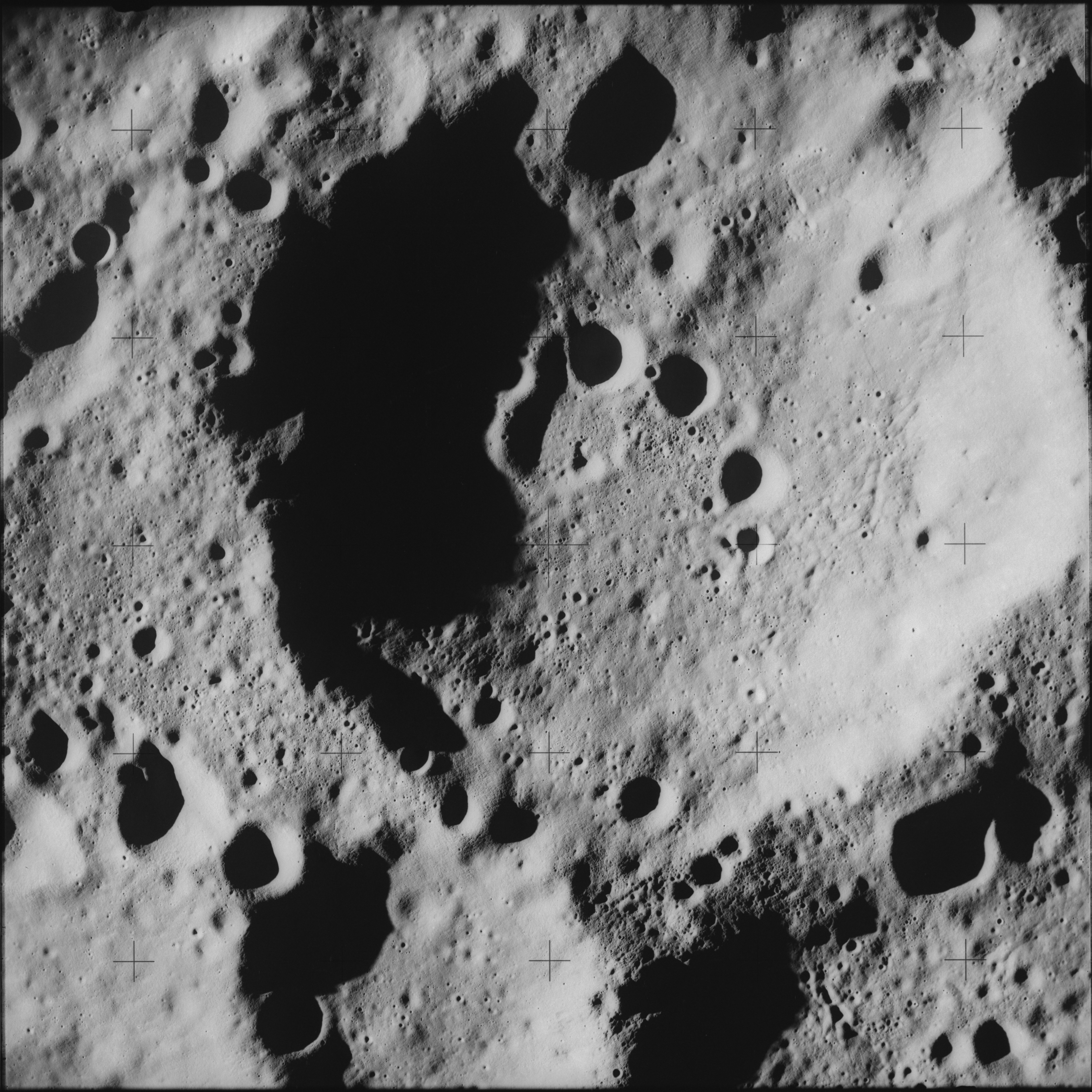
تصویری از پراگر یکی از دهانه های برخوردی ماه

پراگر یک دهانه برخوردی در ماه‌ است.

## دهانه‌های اقماری
این دهانه ۳ دهانه اقماری دارد.
| Prager | عرض جغرافیایی | طول جغرافیایی | قطر          |
| ------ | ------------- | ------------- | ------------ |
| C      | ۱.۴° S        | ۱۳۲.۴° E      | ۴۰.۰ کیلومتر |
| E      | ۳.۰° S        | ۱۳۳.۱° E      | ۱۴.۰ کیلومتر |
| G      | ۴.۶° S        | ۱۳۴.۰° E      | ۷۶.۰ کیلومتر |